# Здание бывшей гимназии, в которой учился Ленин
Здание бывшей гимназии, в которой учился Ленин — историческое здание, в которой учился Владимир Ильич Ленин в 1879—1880 гг. Построен в 1844 году. С 1960 года — объект культурного наследия федерального значения. Расположен в Ульяновске на улице Гимова, дом 1/20. С 1958 года в здании размещается Ульяновское музыкальное училище.

## История
Здание для Городской управы было построено по приказу Государя Николая Павловича. К постройке городского дома приступили весною 1840 года и строился четыре года. Вместительное здание, состоящее из 28 просторных комнат, городу пришлось значительную её часть сдавать в аренду под помещения различных учреждений. Так, например, здесь, в верхнем этаже, помещалась Симбирская военная гимназия, а затем — соединённая палата уголовного и гражданского суда, с камерою губернского прокурора. При пожаре 1864 года здание было уничтожено. Восстановлением здания был привлечён симбирский архитектор Н. А. Любимова. После восстановления по-прежнему часть помещений сдавалась в аренду. Верхний этаж помещения с выходом на балкон занимала городская дума, её канцелярия и архив; сиротский суд и общество взаимного страхования также находились здесь. На нижнем этаже размещался городской общественный банк. Часть здания снимала Симбирская классическая гимназия для размещения младших классов. Во дворе находились каретник и погреб с кладовой. В 1918 году Советы распустили городскую думу. Здесь стали размещаться различные учреждения. С 1958 года и поныне в здании бывшей городской управы находится музыкальное училище имени Г. И. Щадриной.

### Охранный статус
Постановлением Совета Министров РСФСР от 30.08.1960 № 1327 «О дальнейшем улучшении дела охраны памятников культуры в РСФСР», «Здание бывшей гимназии, в которой учился Ленин Владимир Ильич в 1879—1880 гг.», получил статус объекта культурного наследия города Ульяновска федерального значения.
Приказом Минкультуры России от 26.12.2012 г. № 1778 «Об утверждении предмета охраны объекта культурного наследия федерального значения „Здание бывшей гимназии, в которой учился Ленин Владимир Ильич в 1879—1880 гг.“ (г. Ульяновск) и его регистрации в едином государственном реестре объектов культурного наследия (памятников истории и культуры) народов Российской Федерации», «Здание бывшей гимназии, в которой учился Ленин Владимир Ильич в 1879—1880 гг.» зарегистрирован как объект культурного наследия федерального значения и ему присвоен регистрационный номер 741210002650006.

## Галерея
- Здание бывшей гимназии.
- Мемориальная доска на здании гимназии.
- Мемориальная доска на здании гимназии.
- Бывшее здание Городской управы Симбирска, где на первом этаже часть здания снимала Симбирская гимназия.
- ХМК СССР, 1969 г. Ульяновск. «В этом здании учился Володя Ульянов в 1 классе гимназии».
- Памятная доска военной гимназии.